# Милутин Достанић
Милутин Р. Достанић (Турица, код Гуче, 3. фебруар 1958 — Београд, 14. јануар 2014) био је српски математичар. Своју научничку пажњу усмерио је на Функционалну анализу и Теорију оператора.

## Биографија
Име је добио по деди, пилоту мајору Милутину Достанићу, команданту 81. самосталне бомбардерске групе Југословенског краљевског ратног ваздухопловства.
Дипломирао је на Природно-математичком факултету Универзитета у Београду 1980. године. Докторирао је 1984. године код професора Бранислава Мирковића, бранећи тезу коју је припремио на Московском државном универзитету М. В. Ломоносов код професора А. Г. Костјученка.
Постао је доцент на Математичком факултету Београдског универзитета 1994. године, ванредни професор 1999. године, а редовни професор 2003. године.
Иза себе је оставио обиман научни рад у области математичке анализе.
Објавио је преко седамдесет научних радова, од којих
многе у најцитиранијим светским научним часописима.
Преминуо је 14. јануара 2014. године у Београду.

### Дисертације
| Година | Теза        | Наслов                                                                                        | Институција                                           |
| ------ | ----------- | --------------------------------------------------------------------------------------------- | ----------------------------------------------------- |
| 1982   | магистарска | "Неке аналогије између Хардијевих простора у диску и полуравни"                               | Природно-математички факултет Универзитета у Београду |
| 1984   | докторска   | "Потпуност, минималност и базисност својствених функција праменова диференцијалних оператора" | Природно-математички факултет Универзитета у Београду |

### Научни радови
| #  | Година | Аутор(и)                                          | Наслов | Часопис |
| -- | ------ | ------------------------------------------------- | --- | --- |
| 1  | 1984   | М. Достанич                                       | "О полноте и минимальности некоторых систем функций"                                                                                              | Mat. Vesnik, volume 36, number 2, pages 125–136 |
| 2  | 1984   | М. Достанич                                       | "Одно достаточное условие для того чтобы система {e−αλnxsinλnx}∞n=1 не была базисом в пространстве L2(0,π)"                                       | Mat. Vesnik, volume 36, number 3, pages 192–194 |
| 3  | 1989   | Milutin Dostanić                                  | "Properties of the system of eigenfunctions for a boundary value problem for a functional differential equation with a discontinuous coefficient" | Radovi Matematički, volume 5, number 1, pages 41–51 |
| 4  | 1989   | M. R. Dostanić                                    | "Generalizations of Mercer's theorem for a class of nonselfadjoint operators"                                                                     | Matematički Vesnik, volume 41, number 2, pages 77–82 |
| 5  | 1990   | M. R. Dostanić                                    | "On the completeness of the system of function {e−αλnxsinλnx}∞n=1"                                                                                | Journal of Mathematical Analysis and Applications, volume 150, number 2, pages 519–527                                                                         |
| 6  | 1991   | Milutin R. Dostanić                               | "The generalization of the Keldysh theorem" | Journal of Mathematical Analysis and Applications, volume 162, number 1, pages 7–12                                                                            |
| 7  | 1991   | Milutin Dostanić                                  | "The regularized trace for nuclear perturbations of discrete operators"                                                                           | Publications de l'Institut Mathématique (Beograd), nouvelle série, volume 50(64), pages 141–151                                                                |
| 8  | 1992   | M. Dostanić, D. Milinković                        | "Coherent states and frames in the Bargman space of entire functions"                                                                             | Publications de l'Institut Mathématique (Beograd), nouvelle série, volume 51(65), pages 48–54                                                                  |
| 9  | 1993   | Milutin R. Dostanić                               | "Asymptotic behavior of the singular values of fractional integral operators"                                                                     | Journal of Mathematical Analysis and Applications, volume 175, number 2, pages 380–391                                                                         |
| 10 | 1993   | Milutin R. Dostanić, Milan M. Milosavljević       | "On irregular sampling theorems for functions bandlimited in a generalized sense"                                                                 | Univerzitet u Beogradu, Publikacije Elektrotehničkog fakulteta - Serija Matematika (now Applicable Analysis and Discrete Mathematics), volume 4, pages 109–113 |
| 11 | 1993   | Milutin Dostanić                                  | "Generalization of the Mercer theorem" | Publications de l'Institut Mathématique (Beograd), nouvelle série, volume 54(68), pages 63–70                                                                  |
| 12 | 1993   | Milutin Dostanić                                  | "Trace formula for nonnuclear perturbations of selfadjoint operators"                                                                             | Publications de l'Institut Mathématique (Beograd), nouvelle série, volume 54(68), pages 71–79                                                                  |
| 13 | 1993   | M. Dostanić                                       | "On the expansion theorem for a certain boundary value problem for a functional-differential equation"                                            | Matematički Vesnik, volume 45, numbers 1-4, pages 11–17 |
| 14 | 1993   | M. Dostanić                                       | "Generalized eigenvector expansion for weakly perturbated discrete operators"                                                                     | Matematički Vesnik, volume 45, numbers 1-4, pages 61–64 |
| 15 | 1994   | Milutin Dostanić                                  | "Trace formulas of Gelʹfand-Levitan type" | Publications de l'Institut Mathématique (Beograd), nouvelle série, volume 55(69), pages 51–63                                                                  |
| 16 | 1995   | Milutin R. Dostonic                               | "An estimation of singular values of convolution operators"                                                                                       | Proceedings of the American Mathematical Society, volume 123, number 5, pages 1399–1409                                                                        |
| 17 | 1995   | Milutin Dostanić                                  | "On a theorem of Ky-Fan type" | Matematički Vesnik, volume 47, numbers 1-2, pages 7–10 |
| 18 | 1996   | Milutin Dostanić                                  | "Some estimations of positive and negative eigenvalues for an inhomogeneous membrane"                                                             | Matematički Vesnik, volume 48, numbers 1-2, pages 11–14 |
| 19 | 1996   | M. R. Dostanić                                    | "On the completeness of the system of functions {eα(n+a)xsin(n+a)x}∞n=0"                                                                          | Journal of Mathematical Analysis and Applications, volume 203, number 3, pages 672–676                                                                         |
| 20 | 1996   | Milutin Dostanić                                  | "Exact asymptotic behavior of the singular values of integral operators with the kernel having singularity on the diagonal"                       | Publications de l'Institut Mathématique (Beograd), nouvelle série, volume 60(74), pages 45–64                                                                  |
| 21 | 1996   | Milutin R. Dostanić                               | "The properties of the Cauchy transform on a bounded domain"                                                                                      | Journal of Operator Theory, volume 36, number 2, pages 233–247                                                                                                 |
| 22 | 1996   | Milutin Dostanić                                  | "Asymptotic behavior of eigenvalues of certain integral operators"                                                                                | Publications de l'Institut Mathématique (Beograd), nouvelle série, volume 59(73), pages 95–113                                                                 |
| 23 | 1996   | Milutin Dostanić                                  | "A basis property of families of the Mittag-Leffler functions"                                                                                    | Matematički Vesnik, volume 48, numbers 3-4, pages 77–82 |
| 24 | 1996   | Milutin Dostanić                                  | "Some inequalities for entire functions of exponential type"                                                                                      | Matematički Vesnik, volume 48, numbers 3-4, pages 95–98 |
| 25 | 1997   | Milutin R. Dostanić                               | "On an inequality of Friedrich's type" | Proceedings of the American Mathematical Society, volume 125, number 7, pages 2115–2118                                                                        |
| 26 | 1997   | Milan M. Milosavljević, Milutin R. Dostanić       | "On generalized stable nonuniform sampling expansions involving derivatives"                                                                      | IEEE Transactions on Information Theory, volume 43, number 5, pages 1714–1716                                                                                  |
| 27 | 1997   | Milutin R. Dostanić, Darko Z. Milinković          | "Asymptotic behavior of singular values of certain integral operators"                                                                            | Publications de l'Institut Mathématique (Beograd), nouvelle série, volume 62(76), pages 83–98                                                                  |
| 28 | 1997   | Milutin Dostanić                                  | "Some estimates of the remainder in the expressions for the eigenvalue asymptotics of some singular integral operators"                           | Matematički Vesnik, volume 49, number 2, pages 129–137 |
| 29 | 1998   | Milutin R. Dostanić                               | "Spectral properties of the operator of Riesz potential type"                                                                                     | Proceedings of the American Mathematical Society, volume 126, number 8, pages 2291–2297                                                                        |
| 30 | 1998   | Milutin R. Dostanić                               | "Spectral properties of the Cauchy operator and its product with Bergman's projection on a bounded domain"                                        | Proceedings of the London Mathematical Society, volume 76, number 3, pages 667–684                                                                             |
| 31 | 1998   | Miroslav Pavlović, Milutin R. Dostanić            | "On the inclusion H2(Un)⊂H2n(Bn) and the isoperimetric inequality"                                                                                | Journal of Mathematical Analysis and Applications, volume 226, number 1, pages 143–149                                                                         |
| 32 | 1998   | Milutin Dostanić                                  | "Spectral properties of the Cauchy operator and the operator of logarithmic potential type on L2 space with radial weight"                        | Matematički Vesnik, volume 50, numbers 3-4, pages 135–139 |
| 33 | 1999   | Milutin Dostanić                                  | "Exact asymptotic behavior of singular values of a class of integral operators"                                                                   | Czechoslovak Mathematical Journal, volume 49, number 4, pages 707–732                                                                                          |
| 34 | 1999   | Milutin R. Dostanić                               | "Relationship between the operators of Cauchy and logarithmic potential type"                                                                     | Matematički Vesnik, volume 51, numbers 3-4, pages 91–96 |
| 35 | 2000   | Milutin R. Dostanić                               | "Fourier expansions with respect to the Rayleigh system"                                                                                          | Journal of Approximation Theory, volume 104, number 1, pages 1–20                                                                                              |
| 36 | 2000   | Milutin R. Dostanić                               | "Spectral properties of the Cauchy transform in L2(C,dμ)"                                                                                         | Quarterly Journal of Mathematics, volume 51, number 3, pages 307–312                                                                                           |
| 37 | 2000   | М. Р. Достанич                                    | "Спектральные свойства оператора типа потенциала Рисса и его произведения на проекцию Бергмана в ограниченной области"                            | Математический сборник, volume 191, number 9, pages 23–42 |
| 38 | 2001   | Milutin R. Dostanić                               | "Estimates for the norm of powers of Volterra's operator through its singular values"                                                             | Mathematische Zeitschrift, volume 236, number 3, pages 453–459                                                                                                 |
| 39 | 2001   | Milutin Dostanić                                  | "Bilinear expansions of the kernels of some nonselfadjoint integral operators"                                                                    | Matematički Vesnik, volume 53, numbers 3-4, pages 117–121 |
| 40 | 2002   | Milutin R. Dostanić                               | "On the distribution singular values of Toeplitz matrices"                                                                                        | Proceedings of the American Mathematical Society, volume 130, number 6, pages 1755–1764                                                                        |
| 41 | 2002   | Milutin Dostanić                                  | "Some new results in theory of operators" | Bulletin of Society of Mathematicians Banja Luka, volume 9, numbers 1-2, pages 7–10                                                                            |
| 42 | 2004   | Milutin R. Dostanić                               | "Marcinkiewicz's theorem on operator multipliers of Fourier series"                                                                               | Proceedings of the American Mathematical Society, volume 132, number 2, pages 391–396                                                                          |
| 43 | 2004   | Milutin R. Dostanić                               | "Spectral properties of the commutator of Bergman's projection and the operator of multiplication by an analytic function"                        | Canadian Journal of Mathematics, volume 56, number 2, pages 277–292                                                                                            |
| 44 | 2004   | M. R. Dostanić                                    | "Spectral estimates for the commutator of two-dimensional Hilbert transformation and the operator of multiplication with a C1 function"           | Rocky Mountain Journal of Mathematics, volume 34, number 1, pages 125–137                                                                                      |
| 45 | 2004   | Milutin R. Dostanić                               | "Unboundedness of the Bergman projections on Lp spaces with exponential weights"                                                                  | Proceedings of the Edinburgh Mathematical Society, volume 47, number 1, pages 111–117                                                                          |
| 46 | 2005   | Milutin R. Dostanić                               | "Inequality of Poincaré-Friedrich's type on Lp spaces"                                                                                            | Matematički Vesnik, volume 57, numbers 1-2, pages 11–14 |
| 47 | 2005   | Milutin R. Dostanić                               | "Norm estimate of the Cauchy transform on Lp(Ω)"                                                                                                  | Integral Equations and Operator Theory, volume 52, number 4, pages 465–475                                                                                     |
| 48 | 2005   | М. Р. Достанич                                    | "Норма и регуляризированный след преобразования Коши"                                                                                             | Математические заметки, volume 77, number 6, pages 844–853 |
| 49 | 2007   | Milutin R. Dostanić                               | "Estimate of the second term in the spectral asymptotic of Cauchy transform"                                                                      | Journal of Functional Analysis, volume 249, number 1, pages 55–74                                                                                              |
| 50 | 2007   | Milutin R. Dostanić                               | "Integration operators on Bergman spaces with exponential weight"                                                                                 | Revista Matemática Iberoamericana, volume 23, number 2, pages 421–436                                                                                          |
| 51 | 2008   | Milutin Dostanić, Kehe Zhu                        | "Integral operators induced by the Fock kernel"                                                                                                   | Integral Equations and Operator Theory, volume 60, number 2, pages 217–236                                                                                     |
| 52 | 2008   | Milutin Dostanić, Miroljub Jevtić, Dragan Vukotić | "Norm of the Hilbert matrix on Bergman and Hardy spaces and a theorem of Nehari type"                                                             | Journal of Functional Analysis, volume 254, number 11, pages 2800–2815                                                                                         |
| 53 | 2008   | Milutin Dostanić                                  | "Norm of Berezin transform on Lp space" | Journal d'Analyse Mathématique, volume 104, number 1, pages 13–23                                                                                              |
| 54 | 2008   | Milutin R. Dostanić                               | "Two sided norm estimate of the Bergman projection on Lp spaces"                                                                                  | Czechoslovak Mathematical Journal, volume 58(133), number 2, pages 569–575                                                                                     |
| 55 | 2009   | Milutin Dostanić                                  | "Boundedness of the Bergman projections on Lp spaces with radial weights"                                                                         | Publications de l'Institut Mathématique (Beograd), nouvelle série, volume 86(100), pages 5–20                                                                  |
| 56 | 2009   | Milutin R. Dostanić                               | "Multipliers in the space of analytic functions with exponential mean growth"                                                                     | Asymptotic Analysis, volume 65, numbers 3-4, pages 191–201 |
| 57 | 2010   | Milutin R. Dostanić                               | "Zygmund's inequality for entire functions of exponential type"                                                                                   | Journal of Approximation Theory, volume 162, number 1, pages 42–53                                                                                             |
| 58 | 2010   | Milutin R. Dostanić                               | "Cauchy operator on Bergman space of harmonic functions on unit disc"                                                                             | Matematički Vesnik, volume 62, number 1, pages 63–67 |
| 59 | 2010   | Milutin R. Dostanić                               | "The Kerzman-Stein operator for the ellipse" | Publications de l'Institut Mathématique (Beograd), nouvelle série, volume 87(101), pages 1–7                                                                   |
| 60 | 2010   | Milutin R. Dostanić                               | "Integral operators induced by Bergman type kernels in the half plane"                                                                            | Asymptotic Analysis, volume 67, numbers 3-4, pages 217–228 |
| 61 | 2010   | М. Р. Достанич                                    | "Асимптотика спектра и регуляризованный след одного сингулярного интегрального оператора"                                                         | Математический сборник, volume 201, numbers 7-8, pages 1121–1134                                                                                               |
| 62 | 2011   | M. R. Dostanić                                    | "Asymptotic behavior of the singular values of a generalization of the operator fractional integration"                                           | Journal of Mathematical Analysis and Applications, volume 375, number 2, pages 677–684                                                                         |
| 63 | 2011   | Milutin R. Dostanić                               | "Regularized trace of the inverse of the Dirichlet Laplacian"                                                                                     | Communications on Pure and Applied Mathematics, volume 64, number 8, pages 1148–1164                                                                           |
| 64 | 2012   | Milutin R. Dostanić                               | "On the best constants in some inequalities for entire functions of exponential type"                                                             | Matematički Vesnik, volume 64, number 1, pages 53–59 |
| 65 | 2012   | Milutin R. Dostanić                               | "The asymptotic behavior of the singular values of the convolution operators with kernels whose Fourier transforms are rational functions"        | Journal of Mathematical Analysis and Applications, volume 395, number 2, pages 496–500                                                                         |
| 66 | 2012   | M. R. Dostanić                                    | "Regularized trace of the Cauchy transform" | Integral Equations and Operator Theory, volume 74, number 1, pages 43–49                                                                                       |
| 67 | 2013   | Milutin R. Dostanić                               | "Levin-Golovin theorem for the system of functions associated to Dunkl transform"                                                                 | Journal of Approximation Theory, volume 167, number 2, pages 211–219                                                                                           |
| 68 | 2013   | M. R. Dostanić                                    | "An asymptotic formula concerning the eigenvalues of the Dirichlet Laplacian in a planar domain"                                                  | Potential Analysis, volume 39, number 2, pages 195–202 |
| 69 | 2013   | Milutin R. Dostanić                               | "Spectral properties of the simple layer potential type operators"                                                                                | Rocky Mountain Journal of Mathematics, volume 43, number 3, pages 855–875                                                                                      |
| 70 | 2014   | Milutin R. Dostanić                               | "Spectral properties of the operator of Bessel potential type"                                                                                    | Journal of Mathematical Analysis and Applications, volume 419, number 1, pages 255–272                                                                         |
| 71 | 2015   | Milutin R. Dostanić                               | "Regularized trace of the operator of Riesz potential type on bounded domain in C"                                                                | Advances in Mathematics, volume 272, pages 330–349 |

#### Белешке
- #37 - преведено на енглески језик као "Spectral properties of an operator of Riesz potential type and its product with the Bergman projection on a bounded domain"[70] у часопису Sbornik: Mathematics, volume 191 (2000), numbers 9-10, pages 1279–1300, под именом Milutin R. Dostanić.
- #40 - наслов "On the distribution singular values of Toeplitz matrices" у неким варијантама и као "On the distribution of singular values of Toeplitz matrices".
- #43 - часопис Canadian Journal of Mathematics некад другачије именован као Journal Canadien de Mathématiques.[71]
- #48 - преведено на енглески језик као "The Norm and Regularized Trace of the Cauchy Transform"[72] у часопису Mathematical Notes, volume 77 (2005), numbers 5-6, pages 777–786, под именом M. R. Dostanić.
- #61 - преведено на енглески језик као "Spectral asymptotics and the regularized trace of a singular integral operator"[73] у часопису Sbornik: Mathematics, volume 201 (2010), number 8, pages 1121–1134, под именом M. R. Dostanić.
- #70 & #71 - постхумно објављено.

### Књиге
| Година     | Аутор(и)                                                  | Наслов                                                  | Издавач           |
| ---------- | --------------------------------------------------------- | ------------------------------------------------------- | ----------------- |
| 1998, 2012 | Милош Арсеновић, Милутин Достанић, Данко Јоцић            | "Теорија мере, Функционална анализа, Теорија оператора" | Завод за уџбенике |
| 2008       | Један од великог броја аутора, Милутин Достанић - М. Дос. | "Енциклопедија српског народа"                          | Завод за уџбенике |

## Галерија
- Милутин Достанић 1982. године
- Милутин Достанић 1982. године
- Милутин Достанић 1982. године
- Милутин Достанић 1984. године
- Милутин Достанић 1987. године
- Милутин Достанић 1996. године
- Милутин Достанић 2005. године
- Милутин Достанић 2006. године
- Милутин Достанић 2009. године
- Милутин Достанић 2012. године
- Милутин Достанић 2012. године